# St. Hanshaugen
St. Hanshaugen  est un des quinze quartiers (bydel) de la ville d’Oslo en Norvège.

## Toponymie
Le nom signifie Colline de Saint-Jean.

## Histoire
Au début du XXe siècle, le quartier était plutôt industriel ; il comportait notamment une aciérie, St.Hanshaugen Steel, qui a fonctionné de 1890 à 1969. En 2021, c'est un quartier résidentiel et populaire.

## Dans la culture populaire
Le quartier a donné son nom à un album de jazz de Geir Sundstøl (no) qui y habite.